# Bill Haley & His Comets
Bill Haley & His Comets — американская рок-н-ролльная группа, существовавшая с 1952-го до смерти Билла Хейли в 1981 году.
Изданный ими в 1955 году сингл «Rock Around the Clock» является самым продаваемым синглом в жанре рок-н-ролл всех времён. По данным «Книги рекордов Гиннесса», он был продан как минимум в 25 миллионах экземпляров, и это вторая самая продаваемая виниловая пластинка в истории, проигрывающая только изданному Бингом Кросби в 1942 году синглу «White Christmas». По оценкам, ещё 100 миллионов копий было продано на других носителях и в других форматах.
Кроме того, песня «(We’re Gonna) Rock Around The Clock» в исполнении группы Bill Haley & His Comets входит в составленный Залом славы рок-н-ролла список 500 Songs That Shaped Rock and Roll.

## Состав
- Билл Хейли — вокал и гитара
- Фрэнни Бичер[англ.] — лид-гитара
- Билли Уильямсон[англ.] — стил-гитара
- Джонни Гранде[англ.] — фортепиано, аккордеон с клавиатурой фортепианного типа
- Руди Помпилли[англ.] — саксофон[5]

(Состав менялся.)
Принят в Зал славы рок-н-ролла в составе: Джои Амброуз, Фрэнни Бичер, Дэнни Седрони, Джонни Гранде, Ральф Джонс, Маршалл Литл, Руди Помпилли, Аль Рекс, Дик Ричардс и Билли Уильямсон.

## Дискография

### Студийные альбомы
- 1955 - Live It Up! (London H-APB 1042)
- 1956 - Rock 'n' Roll Stage Show (Decca 8345)
- 1957 - Rockin' the Oldies (Decca 8569)
- 1957 - Rock the Joint! (London HA-F 2037)
- 1957 - Don't Knock the Rock (Festival FR10-1226)
- 1958 - Rockin' Around the World (Decca 8692)
- 1959 - Bill Haley's Chicks (Decca 8821)
- 1959 - Strictly Instrumental (Decca 8964)
- 1960 - Bill Haley and His Comets (Warner Bros. 1378)
- 1960 - Haley's Juke Box (Warner Bros. 1391)
- 1961 - Twist (Dimsa] 8255)
- 1961 - Bikini Twist (Dimsa 8259)
- 1962 - Twist Vol. 2 (Dimsa 8275)
- 1962 - Twist en Mexico (Dimsa 8290)
- 1963 - Madison (Orfeon 12339)
- 1963 - Carnaval de Ritmos Modernos (Orfeon 12340)
- 1964 - Rock Around the Clock King (Guest Star 1454)
- 1964 - Surf Surf Surf (Orfeon 12354)
- 1966 - Whisky a Go-Go (Orfeon 12478)
- 1966 - Bill Haley a Go-Go (Dimsa 8381)
- 1968 - Biggest Hits (перезаписанные песни и бонус-треки) (Sonet 9945); В Англии выпущен под названием Rock Around the Clock (Hallmark SHM 668) и в Северной Америке под названием Rockin' (Pickwick SPC 3256)
- 1968 - The King of Rock Bill Haley Plays (Ember 3396)
- 1968 - Bill Haley On Stage (Hallmark SHM 694)
- 1971 - Rock Around the Country (Sonet 623); в Северной Америке выпущен GNP-Crescendo (LP 2097) и как Travelin' Band на Janus (JLS 3035)
- 1971 - The Golden King of Rock (Hallmark SHM 773)
- 1972 - Travelin' Band (Janus 9098-3035)
- 1973 - Just Rock 'n' Roll Music (Sonet 645); в Северной Америке выпущен GNP-Crescendo (LP 2077)
- 1973 - Rockin'  (MCA Coral COPS 6835)
- 1973 - Rock and Roll (GNP Crescendo GNPS 2077)
- 1973 - Calling All Comets (Coral COPS 6585)
- 1975 - Bailando El Rock (MCA 6838)
- 1976 - R-O-C-K (re-recordings) (Sonet 710)
- 1977 - Original Favorites (MCA 202 946-241)
- 1978 - Golden Country Origins (до этого не издававшиеся песни времен до Comet) (Grassroots Records)
- 1979 - Everyone Can Rock and Roll (Sonet 808)
- 1981 - 24 Rockin' Greats (K-Tel BDL 2002)
- 1981 - Rockin' & Rollin'  (Accord SN 7125)

## Награды и признание

### Зал славы «Грэмми»
| Год записи | Песня                           | Жанр       | Лейбл         | Год принятия |
| ---------- | ------------------------------- | ---------- | ------------- | ------------ |
| 1954/1955  | «Rock Around the Clock» (сингл) | рок-н-ролл | Decca Records | 1982         |